# Oarces reticulatus
Oarces reticulatus là một loài nhện trong họ Mimetidae.
Loài này thuộc chi Oarces. Oarces reticulatus được miêu tả năm 1849 bởi Nicolet.